# Бартатов
Барта́тов (укр. Бартатів) — село в Городокской городской общине Львовского района Львовской области Украины.
Население по переписи 2001 года составляло 723 человека. Занимает площадь 16,56 км². Почтовый индекс — 81551. Телефонный код — 3231.